# Pure Farming 2018
Pure Farming 2018 – komputerowa gra symulacyjna stworzona przez polskie studio Ice Flames oraz wydana przez Techland 13 marca 2018 na komputery osobiste oraz konsole PlayStation 4 i Xbox One. Celem gry jest prowadzenie gospodarstwa rolnego w różnych częściach świata.

## Fabuła
Bohater gry dziedziczy po zmarłym dziadku farmę w Montanie w USA. Zły stan gospodarstwa, konieczność spłaty długów i tragiczna sytuacja rolnictwa w okolicy stają się główną motywacją do rozwinięcia gospodarstwa do jak najwyższych standardów.

## Rozgrywka
Rozgrywka polega na ciągłym rozbudowywaniu swojej farmy poprzez zakup nowych maszyn, hodowlę zwierząt i uprawy pól. Gracz zyskuje również możliwość prowadzenia gospodarstwa w innych krajach. Cechy gry:
- tryb kampanii skierowany dla mniej doświadczonych graczy, z określonym celem głównym, w którym gracze poznają wszystkie mechaniki gry
- wiele modeli zwierząt: kury, króliki, świnie, krowy, owce z realistycznym modelem ekonomicznym
- rozgrywka dzieląca się na sadownictwo, hodowlę zwierząt, uprawy szklarniowe, uprawy polne okopowe oraz zbożowe
- tryb rozgrywki typu wyzwania
- nowoczesne podejście do zarządzania gospodarstwami przy użyciu tabletu oraz drona w grze
- pogoda wpływająca na otoczenie
- realistycznie odwzorowane maszyny oraz pojazdy
- zróżnicowane lokacje w oparciu o takie kraje jak Japonia, USA, Kolumbia, Włochy czy Niemcy

## Modyfikacje do gry
Dzięki stworzonemu narzędziu do importowania maszyn oraz pojazdów, każdy gracz ma możliwość dodania własnych modeli. Darmowy importer modeli został zaprojektowany i stworzony także z myślą o mniej doświadczonych graczach.

## Produkcja gry
Gra po raz pierwszy została zaprezentowana w 2016 roku podczas największych targów gier komputerowych w Europie – gamescom. W pierwszych zapowiedziach podano, że gra ukaże się pod koniec następnego roku. Studio Ice Flames postanowiło przełożyć premierę na początek 2018 roku z powodów technicznych, związanych z decyzją przeniesienia gry także na konsole PlayStation 4 oraz Xbox One.

## Odbiór gry
Gra spotkała się z mieszanymi reakcjami recenzentów, uzyskując w wersji na komputery osobiste wg agregatora Metacritic średnią z ocen wynoszącą 69/100 punktów z 12 recenzji.